# Reddit
Reddit è un sito Internet di social news, intrattenimento e forum dove gli utenti registrati (chiamati redditors) possono pubblicare contenuti sotto forma di post testuali o di collegamenti ipertestuali (link). Gli utenti, inoltre, possono attribuire una valutazione, ‘su’ o ‘giù’ (comunemente chiamati in inglese ‘upvote’ e ‘downvote’), ai contenuti pubblicati: tali valutazioni determinano, poi, posizione e visibilità dei vari contenuti sulle pagine del sito. I contenuti del sito sono organizzati in aree di interesse chiamate subreddit.
Secondo Alexa Internet, a febbraio 2018 contava 542 milioni di utenti al mese, rendendolo il terzo sito più visitato negli Stati Uniti e il sesto a livello mondiale.

## Sito
Il sito è una collezione di post inviati dai suoi utenti registrati, praticamente un bulletin board system. Il nome reddit è un gioco di parole sull'espressione "read it" (come in "I read it on Reddit", cioè "l'ho letto su Reddit").
Il contenuto presente sul sito è classificato sulla base di numerose categorie, chiamate "subreddit", alcune delle quali (circa 50) sono visibili sulla front page agli utenti appena iscritti e agli utenti non autenticati. A seguito del cambiamento avvenuto nel mese di maggio 2014, i subreddit di default sono i seguenti:
- Istruzione: News, Science, Space, TodayILearned e WorldNews
- Intrattenimento: Creepy, Documentaries, Gaming, ListenToThis, Movies, Music, Sports, Television e Videos
- Discussioni: AskReddit, AskScience, Books, ExplainLikeImFive, IAmA, NoSleep e TwoXChromosomes
- Humor: DataIsBeautiful, Funny, InternetIsBeautiful, Jokes, NotTheOnion, ShowerThoughts, TIFU e UpliftingNews
- Condivisione immagini: Art, Aww, EarthPorn, Gifs, MidlyInteresting, OldSchoolCool, Pics e PhotoshopBattles
- Self-improvement: DIY, Fitness, Food, GetMotivated, LifeProTips, PersonalFinance, Philosophy e WritingPrompts
- Tecnologia: Futurology e Gadgets
- Meta subreddit (gestiti dagli amministratori): Announcements e Blog

Quando i contenuti (link o post testuali) sono pubblicati su un subreddit, gli utenti (chiamati "redditors") possono votare a favore (upvote) o contro (downvote). I redditors possono anche aggiungere propri commenti al post, commenti che sono soggetti, loro volta, a voti favorevoli e contrari.
Ogni subreddit ha una front page che mostra gli ultimi post inviati e quelli che hanno il miglior rapporto upvote/downvote. La front page globale del sito raccoglie una combinazione di post presi dai subreddit ai quali l'utente è iscritto, selezionati in base ai valori di rating. Il ranking della front page è determinato dal tempo trascorso dalla pubblicazione, dal rapporto upvote/downvote, e dal numero totale di voti raccolti.

### Utenti
La registrazione di un account su Reddit è gratuita. Una volta autenticati con le proprie credenziali, gli utenti hanno la possibilità di attribuire voti a post e commenti, con l'effetto di contribuire ad aumentare o diminuire la loro visibilità; a loro volta, gli utenti registrati possono pubblicare propri link e commenti, sottoposti allo stesso giudizio collettivo. Gli utenti possono anche avviare dei loro subreddit incentrati su argomenti e temi di loro interesse: altri utenti interessati ai subreddit possono sottoscriverli in modo da riceverne gli aggiornamenti sulla propria front page.
Alcune volte, all'interno dei post e dei commenti sono contenute delle abbreviazioni ormai diffuse fra i redditors, quali OP (Original Poster, l'utente che ha postato il contenuto di cui si sta discutendo) e NSFW (Not Safe For Work, solitamente un post con del contenuto erotico o impressionante, tale da sconsigliarne l'apertura sul posto di lavoro). Gli utenti guadagnano del "link karma" o del "comment karma" quando propongono dei link o dei commenti che risultano popolari, e questo karma viene accumulato come punteggio sul profilo di ciascun utente. Il punteggio così guadagnato non porta a nessuna sorta di premio, ma consiste in una sorta di riconoscimento del merito che aumenta la reputazione fra gli altri redditors.
Reddit ammette anche dei post che non portano ad altri siti Internet. Questo tipo di inserimenti vengono chiamati "self posts", o "text submissions". Alcuni subreddit in cui gli utenti si ritrovano per discutere, ad esempio, ammettono solamente quest'ultimo tipo di post - un esempio di subreddit del genere è "AskReddit", dove gli utenti possono solo rivolgere delle domande aperte a tutti i redditors interessati. I self posts non portano all'accumulazione di karma points per l'utente che li posta, ma possono comunque essere votati come gli altri tipi di contenuto.
Una volta l'anno, all'interno del sito, i redditors festeggiano il loro "cake day", ricorrenza che corrisponde all'anniversario del giorno in cui hanno creato il proprio account su Reddit. Il "cake day" non offre nessun privilegio speciale, tranne che per una piccola icona che raffigura una fetta di torta, che appare vicino al nome utente per 24 ore.
I redditors possono diventare "amici" di altri redditors, avendo così un rapido accesso ai loro post e ai loro commenti. Il sistema di commenti, e il sistema di amicizie, insieme a una certa "etica" (l'equivalente della netiquette in rete, chiamata reddiquette su Reddit), qualificano, in parte, Reddit come un servizio di social network, anche se non ai livelli di Facebook e dell'ormai defunto Google+.

## Storia
Reddit è stato fondato il 23 giugno 2005, a Medford, nel Massachusetts, da Steve Huffman e Alexis Ohanian, all'epoca entrambi ventiduenni appena laureati alla Università della Virginia. In quello stesso mese, Reddit ricevette un finanziamento dalla società Y Combinator per una somma di 100.000 dollari. Il team, quindi, si espanse con l'assunzione di Christopher Slowe nel novembre 2005. Dopo la fusione con la Infogami di Aaron Swartz, avvenuta fra novembre 2005 e gennaio 2006, il 31 ottobre 2006 Reddit fu acquistata da Condé Nast Publications, la società proprietaria della rivista Wired: in conseguenza di tale acquisizione, il team dovette spostarsi a San Francisco.
Il 18 giugno 2008 Reddit diventò un progetto open source, con la pubblicazione, sul popolare sito di hosting per progetti software GitHub, dell'intero proprio codice sorgente, ad eccezione dei filtri anti-spam e anti-cheat.
Nel luglio 2010 Reddit introdusse Reddit Gold, il programma premium che, al prezzo di 3,99 $/mese, o 29,99 $/anno, offre una serie di caratteristiche non disponibili agli utenti con account gratuito, fra cui la possibilità di nascondere la pubblicità, visualizzare più subreddit o più commenti per pagina, o la sincronizzazione, su più computer, dei link già visitati.
Il 6 settembre 2011, Reddit diventò una società controllata da Advance Publications, già società madre di Condé Nast Publications.
L'11 gennaio 2012, Reddit annunciò che avrebbe partecipato a un blackout volontario di 12 ore indetto per protestare contro lo Stop Online Piracy Act. Il blackout fu messo in atto il 18 gennaio, in concomitanza con i blackout di altri importanti siti Internet, fra cui Wikipedia. Nel maggio 2012, Reddit si associò all'Internet Defense League, un gruppo formatosi per la difesa della libertà in rete, con l'organizzazione di altre proteste del genere in futuro.
Dal 14 febbraio 2013, a seguito di una partnership con Coinbase, piattaforma di acquisto e vendita di valuta elettronica Bitcoin con sede a San Francisco, Reddit ha iniziato ad accettare Bitcoin quale corrispettivo della sottoscrizione del servizio Reddit Gold.
A giugno del 2015, Steven Huffman sostituì Ellen Pao nel ruolo di amministratore delegato. Nell'aprile 2018 è stato introdotto il nuovo design del sito, la grafica precedente resta disponibile attraverso il sito old.reddit.com.

## Subreddit
I contenuti pubblicati su Reddit sono organizzati in aree di interesse, denominate subreddit. Non esiste nessun subreddit principale, ma vi sono molteplici subreddit di default a cui ogni nuovo account viene automaticamente iscritto, che trattano di argomenti generici come libri, televisione e musica. I subreddit di default sono 22, a seguito del rinnovamento avvenuto nel mese di luglio 2013. Ogni utente può creare un nuovo subreddit, anche se il link che permette di compiere questa operazione viene mostrato all'utente solo 30 giorni dopo la creazione del suo account.
Gli utenti possono personalizzare il contenuto mostrato sulla propria front page personale iscrivendosi ai vari subreddit mediante una pagina speciale che elenca tutti i subreddit disponibili. La front page generale del sito è comunque accessibile tramite un link speciale chiamato all, disponibile sulla barra superiore nella front page.
Uno dei subreddit più popolari è IAmA ("Io sono..."), in cui un utente può inserire un AMA (Ask Me Anything, chiedetemi qualsiasi cosa) oppure un AMAA (Ask Me Almost Anything, chiedetemi quasi qualsiasi cosa), in cui l'utente risponde a tutte (o quasi) le domande poste dagli altri utenti, spesso collegate al suo lavoro, alla sua situazione o alle sue esperienze. Gli AMA sono aperti a tutti gli utenti di Reddit e utilizzano il sistema di commenti del sito sia per le domande che per le risposte. Questo subreddit fu creato nel mese di maggio 2009. Nel corso degli anni, oltre ai vari utenti del sito, molte celebrità si sono prestate a un AMA.
Inoltre ci sono molti Subreddit molto popolari il cui tema principale sono i meme.

## Comunità e cultura
Reddit è conosciuto per la variegata comunità di utenti che riforniscono di contenuti il sito. Questa eterogeneità permette di creare e mantenere attive aree di interesse (chiamate subreddit) profondamente diverse fra loro, sia per dimensione sia per scopo: ai subreddit principali, che sono seguiti da una grande quantità di utenti e trattano contenuti multidisciplinari, si contrappongono subreddit di nicchia, frequentati da pochi utenti ma molto specifici di un certo argomento. Un esempio è la University of Reddit, un subreddit in cui gli utenti possono insegnare qualcosa agli altri redditors, ed è organizzato in corsi che spaziano dall'informatica all'arte, dalla filosofia alle scienze.
Data la capacità di attirare attenzione e una grande massa di utenti, Reddit è da molti vista come una delle maggiori comunità presenti su Internet per trovare materiale ed argomenti nuovi, rivoluzionari e influenti. Gli utenti del sito citano come fattori determinanti per la popolarità di Reddit la varietà e la profondità delle discussioni presenti e la facilità con la quale è possibile scoprire elementi nuovi e interessanti ogni giorno. Quasi tutte le recensioni presenti sul sito Alexa.com, che classifica Reddit come 3° sito più visitato negli Stati Uniti e 6° a livello mondiale, citano, come una dei punti di forza di Reddit, la disponibilità di "materiale interessante". Alcuni utenti, invece, sottolineano la potenzialità delle comunità di interesse di Reddit di esprimere una sorta di intelligenza comunitaria, che emerge dalla condotta collettiva rispecchiando aspetti sia positivi sia negativi delle dinamiche di gruppo, come la psicologia delle masse e la coscienza collettiva.

### Demografia
Secondo le stime di Google Ad Planner, l'utente medio di Reddit è in prevalenza, di sesso maschile (59%), con un'età compresa fra 25 e 34 anni, proveniente dagli Stati Uniti d'America (68%). Il sito PewInternet.org ha stabilito che circa il 6% di tutti gli utenti adulti di Internet sono anche utenti di Reddit.

### Effetto Reddit
L'effetto Reddit (mutuato dall'effetto Slashdot, che prende il nome dall'omonimo sito di notizie tecnologiche Slashdot) si verifica quando un sito più piccolo subisce un repentino innalzamento del traffico generato in seguito a un post comparso su Reddit. Siccome, a volte, questi siti minori non sono attrezzati per gestire un numero di connessioni così grande, spesso l'effetto Reddit causa dei forti rallentamenti o delle chiusure temporanee del sito: in queste situazioni, alcuni bot di Reddit creano temporaneamente degli snapshot del sito in questione per permettere ai redditors di visitarli nonostante il blocco.

### Iniziative filantropiche
Reddit si è reso promotore di diversi progetti di beneficenza, sia a breve sia a lungo termine. Fra gli eventi più importanti si ricordano:
- All'inizio del mese di dicembre 2010, alcuni membri del subreddit Christianity decisero di organizzare una raccolta di fondi[24] in favore di Medici Senza Frontiere; poco dopo, alcuni membri del subreddit Atheism organizzarono una raccolta di fondi[25] per il Clean Water Fund di World Vision; a loro volta, alcuni membri del subreddit Islam organizzarono una raccolta di fondi in favore di Islamic Relief. In meno di una settimana le tre comunità riuscirono a raccogliere oltre 50.000 dollari;[26] la maggior parte della somma arrivò dal subreddit Atheism ma il subreddit Christianity, sebbene contasse meno utenti, vide una maggiore donazione media. Un'altra raccolta fondi, svoltasi nel 2011, vide il subreddit Atheism raccogliere più di 200.000 dollari.[27]
- All'inizio del mese di ottobre 2010, fu pubblicata su Reddit la vicenda di una bambina di 7 anni, Kathleen Edward, affetta dalla malattia di Huntington. Gli utenti di Reddit decisero di donare alla bambina una spesa illimitata al Tree Town Toys,[28] un negozio di giocattoli il cui proprietario era un utente di Reddit.
- Reddit lanciò la più grande campagna Secret Santa al mondo, rimasta attiva per molti anni. Durante le feste del 2010, la campagna Secret Santa vide coinvolti 92 paesi, 17.543 partecipanti, e una spesa complessiva di 662.907,60 dollari fra regali e spese di spedizione.[29][30]
- Gli utenti di Reddit donarono oltre 600.000 dollari a DonorChoose per supportare la March to Keep Fear Alive, organizzata da Stephen Colbert. La donazione stabilì un nuovo record come la maggiore somma devoluta dalla comunità di Reddit per una singola causa, ed ebbe come effetto un'intervista con Stephen Colbert direttamente su Reddit.[31]
- Gli utenti di Reddit donarono 185.356,70 dollari a Direct Relief International for Haiti dopo il terribile terremoto che devastò l'isola nel gennaio 2010.[32]
- Gli utenti di Reddit donarono oltre 70.000 dollari al Faraja Orphanage nelle prime 24 ore di raccolta fondi per proteggere l'orfanotrofio dopo l'intrusione di alcuni ladri che attaccarono uno dei volontari, Omari, che sopravvisse a un colpo alla testa inflitto con una machete.[33]
- Nel mese di ottobre 2012 Shitty Watercolour, un utente di Reddit famoso per pubblicare i suoi acquerelli sul sito, organizzò una sessione di pittura della durata di 12 ore,[34][35][36] trasmessa in streaming su YouTube, per raccogliere fondi da donare a Charity: Water, un'organizzazione senza scopo di lucro che si prefigge di rendere disponibile l'acqua potabile nei paesi in via di sviluppo. Gli utenti di Reddit donarono un minimo di 10 dollari per avere una foto a loro scelta dipinta su un foglio di carta di dimensioni 5x5 cm. La somma raccolta ammontò a 2.700 dollari.[37][38][39]

### Campagna "Restoring Truthiness"
In risposta al Restoring Honor rally, organizzato da Glenn Beck il 28 agosto 2010 e molto pubblicizzato sul canale Fox News, nel settembre 2010 gli utenti di Reddit avviarono un movimento per convincere Stephen Colbert a organizzare un altro raduno a Washington Il movimento fu avviato dall'utente mrsammercer in un post dove descrive di aver avuto un sogno in cui Stephen Colbert teneva un raduno satirico a Washington.
L'idea cominciò a circolare nella comunità di Reddit, che lanciò una campagna per realizzare effettivamente l'evento. Vennero raccolti più di 600.000 dollari da donare in beneficenza per attirare l'interesse di Colbert. La campagna ebbe anche copertura mediatica, e quando il Rally to Restore Sanity and/or Fear ebbe luogo a Washington il 30 ottobre 2010, migliaia di utenti di Reddit vi parteciparono.
Durante una conferenza stampa seguita all'evento, il cofondatore di Reddit, Alexis Ohanian, chiese "Che peso ha avuto la campagna su Internet nel convincervi a realizzare questo raduno?". Jon Stewart rispose dicendo che, pur essendo un gesto molto nobile, lui e Colbert avevano già avuto l'idea in precedenza e che l'acconto per l'utilizzo del National Mall era già stato pagato durante l'estate, quindi fu più una "conferma di ciò che stavamo pensando di provare". In un messaggio inviato alla comunità di Reddit, Colbert aggiunse: "Non ho dubbi che il vostro sforzo di organizzazione e la gioia che avete portato alla vostra parte della storia ha contribuito molto all'affluenza e al successo del raduno."

## Controversie
Reddit ostenta una forte cultura di libertà di parola, anche se l'effettiva aderenza a tale principio è stata messa in dubbio, e quasi nessuna regola restrittiva sul tipo di contenuto che è permesso pubblicare. Questo ha portato alla creazione di molte comunità che sono state recepite come offensive, inclusi forum dedicate al jailbait e a fotografie di persone morte; molti di questi subreddit sono stati analizzati da un'edizione di Anderson Cooper 360 nel settembre 2011. Dal mese di febbraio 2012, l'invio di "contenuto sessuale o allusivo con minori" è stato esplicitamente bandito sul sito. (Anche se sono reperibili ugualmente)
Il 16 dicembre 2010, un redditor di nome Matt inserì un post in cui descriveva la propria esperienza di donatore di rene, includendo un link al sito JustGive per incoraggiare gli utenti a fare donazioni in favore dell'American Cancer Society. Dopo un'iniziale reazione positiva, gli utenti di Reddit cominciarono a sospettare delle reali intenzioni dell'utente, ipotizzando che l'utente stesse tenendo per sé le donazioni. Matt ricevette minacce di morte, ma riuscì a dimostrare la sua innocenza e buona fede caricando il certificato rilasciato dal suo medico.
Il 10 settembre 2011 un'utente di Reddit pubblicò su Imgur la fotografia di un livido sul proprio viso, in un thread intitolato "Sono stata aggredita in quartiere sicuro di Toronto vestita con jeans e maglietta. Questo è quello che ha fatto alla mia faccia. Solo gli stupratori causano gli stupri." La comunità Reddit accusò la ragazza di aver finto il livido usando dei cosmetici, e speculò sul fatto che si trattasse di un'attivista contro la violenza sessuale sulle donne che avesse fatto ricorso a una finzione per promuovere la sua causa: ne scaturirono minacce di morte e di stupro. L'utente, in seguito, riuscì a convincere la comunità della propria innocenza caricando un video in cui strofinava i propri lividi con un panno umido, in modo da dimostrare il non trattarsi di un trucco.
Il 18 ottobre 2011, l'utente nyan_all_the_links scrisse un post nel subreddit r/gameswap offrendo ai Redditors di scambiare uno dei 312 codici che aveva ottenuto per il gioco Deus Ex: Human Revolution. Un gruppo di utenti riuscì a ottenere i dettagli personali di nyan_all_the_links, e cominciarono a ricattarlo per ottenere i codici. Il lunedì successivo alla scrittura del post, l'utente ricevette 138 telefonate intimidatorie, sia a casa che al lavoro, e alla fine della giornata venne licenziato dal suo posto di lavoro.
A seguito dell'attentato alla maratona di Boston nel 2013, Reddit dovette affrontare delle critiche dopo che degli utenti identificarono erroneamente alcune persone come sospettati. In particolare, uno dei sospettati fu Sunil Tripathi, uno studente dato per disperso prima che l'attentato avesse luogo. Un corpo, ritenuto essere quello di Sunil, venne trovato nel fiume Providence a Rhode Island il 25 aprile 2013, come riportato dal Dipartimento della Salute di Rhode Island. Le cause della morte sono sotto investigazione. Il general manager di Reddit, Erik Martin, chiese pubblicamente scusa per questo comportamento, criticando "la caccia alle streghe e la speculazione pericolosa" che si verificarono sul sito. L'incidente venne successivamente citato nel nono episodio della quinta stagione della serie TV The Good Wife, intitolato "Whack-a-Mole".
Nel febbraio 2013, Betabeat pubblicò un post in cui notò che alcune multinazionali, come Costco, Taco Bell, Subaru e McDonald's, postavano del contenuto promozionale su Reddit facendolo apparire come del contenuto originale inviato da utenti legittimi di Reddit. In risposta a questo evento alcuni utenti di Reddit particolarmente scettici crearono un subreddit denominato "Hail Corporate" per divulgare altri simili tentativi di manipolare il sito da parti di agenti di marketing delle multinazionali.
Nel tardo ottobre del 2013, i moderatori del subreddit /r/politics bandirono un gran numero di siti web. Molti erano siti di sinistra, come Mother Jones, The Huffington Post, Salon, Alternet, Rawstory, The Daily Kos, Truthout, Media Matters e ThinkProgress, insieme ad alcuni blog progressisti come Democratic Underground e Crooks and Liars. Furono banditi anche un certo numero di siti di destra, come Drudge Report, Breitbart, The Daily Caller, Dailypaul, Little Green Footballs, Power Line e Reason. Salon riportò che "i moderatori della sezione spiegarono in un post che l'obiettivo fosse di ridurre il numero di sottomissioni blogspam e titoli sensazionalistici. L'epurazione fu anche indirizzata a siti che fornivano cattivo giornalismo." La lista di siti banditi fu poi modificata per permettere, a siti con contenuti originali, come Mother Jones e The Huffington Post, di essere pubblicati su Reddit.
Nell'agosto del 2014, gli utenti di Reddit cominciarono a condividere un gran numero di foto rubate alle celebrità penetrando nei loro account di Apple iCloud. Un subreddit chiamato /r/TheFappening fu creato come hub per condividere queste foto, e su questo subreddit circolarono molte se non tutte le foto rubate illecitamente. Fra le vittime del fenomeno The Fappening ci furono molte celebrità importanti di Hollywood, quali Jennifer Lawrence e Kate Upton. Alcune delle immagini vennero considerate pedopornografia, visto che le fotografie rubate di Liz Lee e McKayla Maroney furono scattate quando le donne non avevano ancora raggiunto l'età del consenso. Il subreddit fu disabilitato il 6 settembre.
Il 23 novembre 2016 il CEO di reddit Steve Huffman ammette di aver modificato, tramite il suo profilo personale (u/spez), il contenuto di alcuni commenti pubblicati da alcuni utenti da lui disprezzati. In particolare Huffman modificò alcuni insulti rivoltigli, in modo che insultassero i moderatori del subreddit pro-Trump, r/The_Donald.
Nel novembre 2017 è stato chiuso il subreddit r/incel, frequentato da uomini celibi che vedevano nelle donne la causa della loro solitudine, per un'eccessiva misoginia in numerosi thread.

### Accuse di razzismo
Nel 2015, il Southern Poverty Law Center, una delle più autorevoli ed influenti istituzioni dedite alla classificazione e contrasto dei fenomeni discriminatori, definì Reddit come la dimora dei contenuti "più violentemente razzisti" della rete.
Nel 2018, il CEO di Reddit Steve Huffman dichiarò che il razzismo sul sito era "consentito", ma non "benvenuto". Una successiva lettera contenente una vaga dichiarazione di adesione a valori anti-razzisti, denominata con il titolo Black lives matter, suscitò accese polemiche tra gli utenti della piattaforma.
La stessa ex-amministratrice delegato, Ellen Pao, era stata vittima di una campagna di odio razziale da parte di un gran numero di utenti della piattaforma.
Pao, in un tweet pubblico dal proprio account ufficiale datato 2 giugno 2020, criticò aspramente la lettera della società, tacciandola di ipocrisia e ritenendo Reddit responsabile dei casi di razzismo. Accusò, inoltre, la piattaforma di "monetizzare dal suprematismo bianco", dicendo di sentirsi in dovere di "far venire allo scoperto" Reddit.
In seguito, tale accusa fu supportata da alcuni subreddit come NFL e NBA, che oscurarono le proprie pagine, impostando un messaggio pubblico in cui accusavano l'amministratore Steve Huffman di aver condonato per anni sentimenti razzisti.
Dubteedub, moderatore del subreddit di contrasto all'odio r/AgainstHateSubreddits, criticò duramente Hoffman, dichiarando che "è francamente ipocrita che Steve [Hoffman] stia ora provando a dichiarare di pensare che Reddit sostenga i valori di black lives matter".

## Tecnologie impiegate
Reddit fu originariamente scritto in Common LISP, ma fu successivamente riscritto in Python nel dicembre del 2005. I motivi che portarono a questa riscrittura del codice furono dettati dalla maggiore disponibilità di librerie in Python e dalla maggiore flessibilità di sviluppo offerta dal nuovo linguaggio di programmazione. Il framework web.py, scritto da Aaron Swartz appositamente per lo sviluppo di Reddit, è disponibile come progetto open source.
All'inizio del 2009, Reddit incominciò ad usare jQuery. Il 10 novembre 2009, Reddit migrò tutti i suoi dati dal proprio datacenter fisico verso Amazon Web Services. Il 7 giugno 2010, lo staff di Reddit lanciò un'interfaccia per dispositivi mobili completamente riscritta tramite CSS, comprendente un nuovo schema di colori, scrolling infinito, e altre feature. Il 21 luglio 2010, Reddit esternalizzò il motore di ricerca interno a Flaptor, che usò per lo scopo il suo programma IndexTank. Reddit utilizza Amazon CloudSearch.
Reddit utilizza PostgreSQL come principale database, ma sta lentamente migrando verso Apache Cassandra; utilizza inoltre RabbitMQ per l'offline processing, HAProxy per il load balancing e memcached per la gestione della cache.